# ГЕС Вільдегг-Бругг
ГЕС Вільдегг-Бругг (нім. Wildegg-Brugg) — гідроелектростанція у центральній частині Швейцарії. Входить до каскаду на Ааре, знаходячись між ГЕС Рупперсвіль (вище по течії) та ГЕС Бецнау.
Гребля на Ааре допомагає відводити воду у канал довжиною 4,5 км, прокладений по лівобережжю річки. Посередині на ньому споруджено машинний зал руслової ГЕС, обладнаний двома турбінами типу Каплан загальною потужністю 50 МВт, які працюють при напорі до 14,1 метра.
Введена в експлуатацію на початку 1950-х, станція пройшла модернізацію в 1993—1999 роках, що дозволяє виробляти 286 млн кВт·год електроенергії на рік.
У природному руслі споруджена ще одна гребля, призначена для додаткового регулювання перепуску води з метою захисту наявних в цьому місці гарячих джерел Бад Шинцнах, які традиційно відігравали важливу рекреаційну роль.